# Хоэнварте (Тюрингия)
Хоэнварте (нем. Hohenwarte) — община в Германии, в земле Тюрингия. 
Входит в состав района Заальфельд-Рудольштадт.  Население составляет 160 человек (на 31 декабря 2010 года). Занимает площадь 6,28 км².